# Enikõ Erõs
Enikõ Erõs (ur. 8 września 1986) – węgierska lekkoatletka, skoczkini o tyczce.
Jej matka – Andrea Mátay uprawiała skok wzwyż, trzykrotnie ustanawiała halowy rekord świata w tej konkurencji. Erõs także startuje w skoku wzwyż (medale mistrzostw Węgier, 8. miejsce podczas Europejskiego Festiwalu Młodzieży w 2003, 12. lokata w mistrzostwach Europy juniorów w 2005), jednak zdecydowanie większe sukcesy osiąga w skoku o tyczce.

## Osiągnięcia
| Rok  | Impreza                               | Miejsce    | Lokata            | Wynik |
| ---- | ------------------------------------- | ---------- | ----------------- | ----- |
| 2003 | Mistrzostwa świata juniorów młodszych | Sherbrooke | 15. miejsce       | 3,50  |
| 2003 | Olimpijski Festiwal Młodzieży Europy  | Paryż      | 3. miejsce        | 3,70  |
| 2005 | Mistrzostwa Europy juniorów           | Kowno      | 6. miejsce        | 4,00  |
| 2007 | Młodzieżowe mistrzostwa Europy        | Toluca     | el. – 19. miejsce | 3,65  |
| 2009 | I liga drużynowych mistrzostw Europy  | Bergen     | 4. miejsce        | 4,00  |
| 2009 | Uniwersjada                           | Belgrad    | 10. miejsce       | 4,10  |
| 2010 | I liga drużynowych mistrzostw Europy  | Budapeszt  | 4. miejsce        | 4,00  |

Wielokrotna mistrzyni Węgier.

## Rekordy życiowe
- Skok o tyczce (stadion) – 4,20 (2009 & 2010)
- Skok o tyczce (hala)– 4,21 (2009)